# Melanargia paludosa
Melanargia paludosa är en fjärilsart som beskrevs av Varin 1949. Melanargia paludosa ingår i släktet Melanargia och familjen praktfjärilar. Inga underarter finns listade i Catalogue of Life.